# Erannis denigraria
Erannis denigraria är en fjärilsart som beskrevs av Uffl 1915. Erannis denigraria ingår i släktet Erannis och familjen mätare. Inga underarter finns listade i Catalogue of Life.